# Чёрный, Аркадий Иванович
Арка́дий Ива́нович Чёрный (15 февраля 1929 — 28 августа 2013, Москва) — российский специалист в области информатики и информационного поиска. Заслуженный деятель науки Российской Федерации (2011).

## Биография
Родился 15 февраля 1929 года. Один из идеологов ВИНИТИ, где работал с 15 октября 1952 г. в том числе заведующим сектором, заведующим отделом, заместителем директора Всесоюзного института научной и технической информации Государственного комитета Совета Министров СССР по науке и технике и Академии наук СССР. В 1960—1980 гг., совместно с А. И. Михайловым и Р. С. Гиляревским, работал над описанием новой на то время науки — информатики. Автор книг, учебников и статей на эту тему. В 1999 г. защитил докторскую диссертацию по специальности «Автоматизированная система подготовки баз данных и информационных изданий по естественным и техническим наукам: принципы построения, технология, перспективы», став доктором технических наук. В 2010 г. утвержден постановлением Президиума РАН на должность члена учёного совета Федерального государственного бюджетного учреждения науки Всероссийский институт научной и технической информации Российской академии наук (ВИНИТИ РАН). В 2011 гг. получил звание заслуженного деятеля науки Российской Федерации.
На конец 2011 года — профессор, заведующий отделом информатики Всероссийского института научной и технической информации Российской академии наук.